# Liste des circonscriptions législatives du Val-de-Marne
Le département français du Val-de-Marne était, depuis sa création le 1er janvier 1968, constitué de huit circonscriptions législatives, dont le nombre et les limites ont été redéfinis lors du redécoupage électoral de 1986 en passant à douze, puis de celui de 2010, qui a réduit à onze le nombre de sièges de députés.

## Présentation
Avec la réorganisation de la région parisienne en 1964 qui a fondé le département du Val-de-Marne, huit circonscriptions législatives ont été créées. Cette délimitation est basée sur les communes, hormis la 8e circonscription qui l'est sur les cantons nouvellement créés.
Lors des élections législatives de 1986 qui se sont déroulées selon un mode de scrutin proportionnel à un seul tour par listes départementales, le nombre de sièges du Val-de-Marne a été porté de huit à douze.
Le retour à un mode de scrutin uninominal majoritaire à deux tours en vue des élections législatives suivantes, a maintenu ce nombre de douze sièges,.
Le redécoupage des circonscriptions législatives réalisé en 2010 et entrant en application à compter des élections législatives de juin 2012, a réduit le nombre de circonscriptions du Val-de-Marne, de douze à onze, en redéfinissant leurs limites.

## Composition des circonscriptions

### Composition des circonscriptions de 1968 à 1986
À la création du département, le Val-de-Marne comprend huit circonscriptions regroupant les communes ou cantons suivants :
- Première circonscription : Arcueil - Cachan - Gentilly - Le Kremlin-Bicêtre - Villejuif

- Deuxième circonscription : Chevilly-Larue - Choisy-le-Roi - Fresnes - L'Haÿ-les-Roses - Orly - Rungis - Thiais

- Troisième circonscription : Ivry-sur-Seine - Vitry-sur-Seine

- Quatrième circonscription : Alfortville - Charenton-le-Pont - Maisons-Alfort - Saint-Maurice

- Cinquième circonscription : Bry-sur-Marne - Champigny - Nogent-sur-Marne - Le Perreux

- Sixième circonscription : Fontenay-sous-Bois - Saint-Mandé - Vincennes

- Septième circonscription : Bonneuil-sur-Marne - Créteil - Joinville-le-Pont - Saint-Maur-des-Fossés

- Huitième circonscription : cantons de Chennevières-sur-Marne - Boissy-Saint-Léger - Villeneuve-le-Roi - Villeneuve-Saint-Georges

### Composition des circonscriptions de 1986 à 2010

Circonscriptions législatives du Val-de-Marne depuis le redécoupage de 1986

À compter du découpage de 1986, le Val-de-Marne comprend douze circonscriptions regroupant les cantons suivants :
- Première circonscription : Bonneuil-sur-Marne - Créteil-Nord - Saint-Maur-des-Fossés-Centre - Saint-Maur-La Varenne

- Deuxième circonscription : Choisy-le-Roi - Créteil-Ouest - Créteil-Sud - Orly

- Troisième circonscription : Boissy-Saint-Léger - Valenton - Villecresnes - Villeneuve-le-Roi - Villeneuve-Saint-Georges

- Quatrième circonscription : Chennevières-sur-Marne - Ormesson-sur-Marne - Sucy-en-Brie - Villiers-sur-Marne

- Cinquième circonscription : Bry-sur-Marne - Champigny-sur-Marne-Centre - Champigny-sur-Marne-Est - Perreux-sur-Marne

- Sixième circonscription : Fontenay-sous-Bois-Est - Fontenay-sous-Bois-Ouest - Saint-Mandé - Vincennes-Est - Vincennes-Ouest

- Septième circonscription : Champigny-sur-Marne-Ouest - Joinville-le-Pont - Nogent-sur-Marne - Saint-Maur-des-Fossés-Ouest

- Huitième circonscription : Charenton-le-Pont - Maisons-Alfort-Nord - Maisons-Alfort-Sud

- Neuvième circonscription : Alfortville-Nord - Alfortville-Sud - Vitry-sur-Seine-Est - Vitry-sur-Seine-Ouest

- Dixième circonscription : Ivry-sur-Seine-Est - Ivry-sur-Seine-Ouest - Kremlin-Bicêtre - Vitry-sur-Seine-Nord

- Onzième circonscription : Arcueil - Cachan - Villejuif-Est - Villejuif-Ouest

- Douzième circonscription : Chevilly-Larue - Fresnes - L'Haÿ-les-Roses - Thiais

### Composition des circonscriptions à compter de 2010

Circonscriptions législatives du Val-de-Marne depuis le redécoupage de 2010

Le nouveau découpage électoral ayant supprimé une circonscription du Val-de-Marne, le territoire de la 7e a été redistribué entre les 1re, 5e et 8e circonscriptions, l'ancienne 12e ayant pris le nom de 7e circonscription. Le département comprend onze circonscriptions regroupant les cantons (précédant le redécoupage cantonal de 2014) suivants : 
- Première circonscription (≠) : Bonneuil-sur-Marne - Champigny-sur-Marne-Ouest - Créteil-Nord - Saint-Maur-des-Fossés-Centre - Saint-Maur-des-Fossés-Ouest - Saint-Maur-La Varenne

- Deuxième circonscription (=) : Choisy-le-Roi - Créteil-Ouest - Créteil-Sud - Orly

- Troisième circonscription (=) : Boissy-Saint-Léger - Valenton - Villecresnes - Villeneuve-le-Roi - Villeneuve-Saint-Georges

- Quatrième circonscription (=) : Chennevières-sur-Marne - Ormesson-sur-Marne - Sucy-en-Brie - Villiers-sur-Marne

- Cinquième circonscription (≠) : Bry-sur-Marne - Champigny-sur-Marne-Centre - Champigny-sur-Marne-Est - Nogent-sur-Marne - Perreux-sur-Marne

- Sixième circonscription (=) : Fontenay-sous-Bois-Est - Fontenay-sous-Bois-Ouest - Saint-Mandé - Vincennes-Est - Vincennes-Ouest

- Septième circonscription (≠) : Chevilly-Larue - Fresnes - L'Haÿ-les-Roses - Thiais

- Huitième circonscription (≠) : Charenton-le-Pont - Joinville-le-Pont - Maisons-Alfort-Nord - Maisons-Alfort-Sud

- Neuvième circonscription (=) : Alfortville-Nord - Alfortville-Sud - Vitry-sur-Seine-Est - Vitry-sur-Seine-Ouest

- Dixième circonscription (=) : Ivry-sur-Seine-Est - Ivry-sur-Seine-Ouest - Kremlin-Bicêtre - Vitry-sur-Seine-Nord

- Onzième circonscription (=) : Arcueil - Cachan - Villejuif-Est - Villejuif-Ouest